# Notonemoura
Notonemoura is een geslacht van steenvliegen uit de familie Notonemouridae. De wetenschappelijke naam van het geslacht is voor het eerst geldig gepubliceerd in 1923 door Tillyard.

## Soorten
Notonemoura omvat de volgende soorten:
- Notonemoura alisteri McLellan, 1968
- Notonemoura hendersoni McLellan, 2000
- Notonemoura latipennis Tillyard, 1923
- Notonemoura lynchi Illies, 1975
- Notonemoura maculata (Weir, 1967)
- Notonemoura spinosa McLellan, 1991
- Notonemoura winstanleyi McLellan, 1991